# Néguéla
Néguéla est une localité, chef-lieu de la commune rurale de Bossofala, chef-lieu du  cercle de Néguéla dans la région de Koulikoro au Mali.

## Géographie
La localité de Néguéla est située sur la route nationale RN 24 (axe Bamako-Kita) à 63 km à l'ouest de la capitale Bamako.

## Histoire
Depuis la réforme administrative de 2023, la localité est érigée en chef-lieu du 8e cercle de la région de Koulikoro.

## Population
Lors du recensement général de 2009, la localité compte 1 488 habitants.

## Infrastructures et services
Lors du recensement de 2009, la localité est desservie par les services suivants :
- Arrêt Négala sur la ligne de chemin de fer Bamako-Kayes, à 61 km de la gare de Bamako[4]
- une école
- 3 points d'eau